# Млиев
Мли́ев (укр. Мліїв) — село в Черкасском районе Черкасской области Украины. В некоторых дореволюционных источниках упоминается как Городище-Млеев или Млеев.

## Географическое положение
Находится на реке Ольшанка (приток Днепра).

## История
В XIX веке являлся селом Черкасского уезда Киевской губернии, в 1896 году здесь насчитывалось 6769 жителей и 917 дворов, действовали школа, больница, свеклосахарный и кирпичный заводы. Там был основан торговый дом «Братья Яхненко и Симиренко». В 1849 году он открыл в Млиеве машиностроительный завод, на котором в 1851 году был построен пароход с металлическим корпусом «Украинец»; завод также обеспечивал оборудованием и деталями механизмов сахарные заводы.
В лаборатории Млиева, основанной Львом Симиренко, было выведено 40 тысяч гибридов. В Млиеве было вырощено 2500 яблонь разных сортов.
В ходе Великой Отечественной войны в 1941—1943 годах селение было оккупировано немецкими войсками.
В мае 1995 года Кабинет министров Украины утвердил решение о приватизации находившегося здесь завода технологического оборудования, в июле 1995 года было утверждено решение о приватизации опытной сельхозстанции.
В 1997 году по решению Кабинета министров Украины находившееся здесь профессионально-техническое училище № 43 было ликвидировано.
Население по переписи 2001 года составляло 4330 человек.

## Местная власть
19511, Черкасская область, Черкасский район, с. Млиев, улица Данилы Кушнера, 63.

## Известные уроженцы
- Кушнир, Даниил — местночтимый святой Черкасской епархии (память 11 августа (н.с.))[8].
- Буркут, Иван Сидорович — Герой Советского Союза.
- Гарань, Алексей Фёдорович — Герой Советского Союза.
- Симиренко Лев Платонович — украинский селекционер-плодовод, помолог.